# Hypsipetes siquijorensis
El bulbul de Siquijor (Hypsipetes siquijorensis) es una especie de ave paseriforme de la familia Pycnonotidae endémica de Filipinas.

## Taxonomía
Fue una de las especies de Ixos que se trasladaron al género Hypsipetes – siempre que se la mantenga separado de Ixos – ya que es  pariente cercano del Hypsipetes philippinensis), el cual a su vez esta cercanamente relacionado con la especie tipo de Hypsipetes, el Hypsipetes  leucocephalus.
Se reconocen tres subespecies:
- H. s. cinereiceps - (Bourns y Worcester, 1894): se encuentra en las islas de Tablas y Romblón;
- H. s. monticola - (Bourns y Worcester, 1894): se localiza en la isla de Cebú;
- H. s. siquijorensis - (Steere, 1890): se encuentra en la isla de Siquijor.

## Distribución y hábitat
Es endémica de algunas islas del interior del archipiélago filipino. Su hábitat natural son los bosques húmedos bajos subtropicales y las zonas arbustivas húmedas subtropicales. Se encuentra amenazada por pérdida de hábitat.